# Мухоловка сиза
Мухоло́вка сиза (Ficedula basilanica) — вид горобцеподібних птахів родини мухоловкових (Muscicapidae). Ендемік Філіппін.

## Опис
Довжина птаха становить 12 см. У самців голова і верхня частина тіла темно-сизувато-сірі, махові пера більш коричневі. За очима білі "брови". Нижня частина тіла біла, на грудях і боках нечітка сіра смуга. Лапи блідо-рожеві. У самиць голова і верхня частина тіла рудувато-бурі, надхвістя більш яскраве. Навколо очей блідо-охристі кільця.Нижня частина тіла біла, на грудях і боках рудуваті плями.

## Підвиди
Виділяють два підвиди:
- F. b. samarensis (Bourns & Worcester, 1894) — острови Лейте і Самар (Східні Вісаї);
- F. b. basilanica (Sharpe, 1877) — Мінданао і сусідні острови Басілан та Дінагат.

## Поширення і екологія
Сизі мухоловки живуть в густому підліску вологих тропічних лісів та у вторинних заростях, переважно на висоті до 900 м над рівнем моря, іноді на висоті до 1200 м над рівнем моря.

## Збереження
МСОП класифікує цей вид як вразливий. За оцінками дослідників, популяція сизих мухоловок становить від 3500 до 15000 птахів. Їм загрожує знищення природного середовища.